# Castello di Taureau
Il castello di Taureau (francese: château du Toureau) è una fortificazione francese del Cinquecento che sorge nella baia di Morlaix.

## Storia
Il castello venne costruito nel 1542 con lo scopo di proteggere la cittadina portuale di Morlaix dalle continue scorribande dei pirati inglesi. Verso la fine del Seicento la fortezza venne notevolmente ingrandita per ospitare gli alloggi dei soldati e degli ufficiali, due carceri, una cucina, una cantina, una cappella e undici casematte.
Nel 1721 il castello divenne una prigione. Nel Settecento ospitò alcuni aristocratici arrestati con lettre de cachet e, dopo il 1790, alcuni rivoluzionari. Nel 1871 soggiornò in questa fortezza il comunardo Louis Auguste Blanqui. Alla fine dell'Ottocento la prigione venne chiusa e il forte fu trasformato in residenza. Durante la seconda guerra mondiale fu bombardato dalla Luftwaffe. Negli ultimi decenni del Novecento ospitò una scuola di volo. Nel 1997 furono girate alcune scene de La maschera di ferro. Tra la fine del Novecento e il Duemila partirono alcuni progetti per restaurare il vecchio edificio.